# Anthelephila bonadonai
Anthelephila bonadonai là một loài bọ cánh cứng trong họ Anthicidae. Loài này được Zbyněk Kejval miêu tả khoa học năm 2000.